# Ognie na skałach
Ognie na skałach – książka autorstwa polskiego pisarza i publicysty Rafała Ziemkiewicza, mroczna opowieść z gatunku fantasy, opublikowana w roku 2005 przez lubelskie wydawnictwo Fabryka Słów.
Jest to (jak na stan z 2025 r.) ostatnia powieść fantastyczna Ziemkiewicza; wydana 7 lat po jego poprzedniej (Walc stulecia, 1998). Jest to także druga książka pisarza z gatunku fantasy (pierwszym był zbiór Skarby stolinów z 1990). 
Książka otrzymała mieszane recenzje.

## Fabuła
Głównym bohaterem powieści jest najemny żołnierz o imieniu Żegost. Przybywa on do nadmorskiego księstwa, gdzie zostaje wplątany w problem dotyczący miejscowych rybaków (zagadkowe wypadki śmiertelne oraz brak łososi w morzu). Sprawa wiąże się z księciem krainy oraz jego żoną, która przed laty została uwolniona z niewoli maga.

## Odbiór
Książka doczekała się szeregu recenzji. Pozytywnie ocenili ją (w reklamie na okładce) Jacek Dukaj i Jarosław Grzędowicz.
Dla czasopisma „Nowa Fantastyka” książkę zrecenzował Jakub Winiarski. Recenzent książkę ocenił pozytywnie, opiniując, że Ziemkiewicz bardzo dobrze radzi sobie w gatunku fantasy, ciekawie rozwijając klasyczny motyw "żołnierza-tułacza, przybłędy szukającego możnego pana i nowego zaciągu". W książce pochwalił wyjście poza tradycyjny schemat "fantasy o rębajłach", zwracając uwagę na znaczącą rolę "perypetii miłosnych". Według Winiarskiego książka mogłaby stać się początkiem ciekawego i popularnego cyklu.
Dla czasopisma „Stegna” książkę zrecenzował Roman Drzeżdżon.
Dla czasopisma „Lampa” książkę zrecenzował Kazimierz Bolesław Malinowski. Książkę ocenił jako przeciętną - "zręcznie napisaną... ale bez pasji", powielającą "wyeksploatowaną konwencję fantasy". Szukając w powieści czegoś oryginalnego, recenzent znalazł tylko motyw wygasającej miłości małżeńskiej, który uznał jednak za "cholernie banalny".
Dla czasopisma „Arte” książkę zrecenzował Rafał Śliwiak. Powieść ocenił pozytywnie, jako udaną dekonstrukcję tradycyjnych schematów fantasy, przedstawiającą "realistyczne ludzkie przeżycia i emocje", z "wyrazistym" głównym bohaterem. Zwrócił także uwagę, że osią powieści nie są jednak, jak mogłoby się wydawać, przygody głównego bohatera (najemnika Żegosta), ale "trudne życie prostych ludzi" (których uważa za zbiorowego bohatera powieści), a także "tragiczne przeżycia księżnej". Dlatego według Śliwiaka "zamiast bujania w baśniowych obłokach otrzymujemy więc opowieść o zwyczajnej trosce o dzień jutrzejszy i miłości, która uległa mrocznym siłom przeszłych wydarzeń".
Dla fanzinu Esensja książkę zrecenzował Eryk Remiezowicz. Powieść ocenił pozytywnie, jako "porządnie napisany kryminał z nutką czerni", niespecjalnie oryginalny ale jednak napisany dobrze. Za udaną uznał kreację głównego bohatera, przez którą książka ma potencjał do rozwinięcia w cykl, fabułę ("sprawną, dobrze pomyślaną") i styl autora. Zwrócił też uwagę, że jest to pozycja odmienna od większości poprzednich utworów Ziemkiewicza, praktycznie bez "polityki... aluzji... idei i przekazów".
Dla portalu Poltergeist (polter.pl) książkę zrecenzował w 2006 Maciek Dzierżek a rok później, Tomasz Koziełło. Dzierżek książkę ocenił jako w najlepszym przypadku przeciętną (4/10), pisząc, że "Fabuła jest nieoryginalna i banalna, wykreowany świat nie ma w sobie nic interesującego, a sylwetki bohaterów to kalki postaci, o jakich czytaliśmy już dziesiątki razy. Zawodzi również zakończenie, które jest nijakie, jak cała powieść"; za udane uznał tylko dialogi i sprawny język powieści; w podsumowaniu uznał utwór za jeden z najsłabszych w dorobku pisarza. Podobnie za nieudaną powieść ocenił Koziełło, także przyznając jej ocenę 4/10. Skrytykował "schematyczne i jednowymiarowe" postacie; przewidywalną fabułę, w której główny wątek, według recenzenta, kończy się przedwcześnie, a potem zaczyna się "dłużyzna"; brak wartkiej akcji i uniwersalnego przesłania; za nieudaną uznał także postać głównego bohatera, którego uznał za "aroganckiego i egocentrycznego".
Dla portalu Paradoks książkę zrecenzował Wojciech Doraczyński; oceniając ją jako "przyzwoitą" (z oceną 4/6), "ciekawie pomyślaną, sprawnie napisaną", ale jednak niedorównującą najlepszym utworom z gatunku fantasy. Za udany uznał styl i język autora, realistyczne opisy życia w historycznym świecie, a także końcowe, zaskakujące rozwiązanie zagadki. Skrytykował jednak postać głównego bohatera, jako "nijaką" i przejawiająca dziwne "sprzeczności w zachowaniu"; za niezbyt udany uznał też świat powieści, który opisał jako "blady" i bardzo przeciętny.
Dla portalu Po Przecinku książkę zrecenzował Marek Adamkiewicz. Recenzent uznał książkę za "przynajmniej dobrą", oceniając ją na 8/10, aczkolwiek zauważył, że po ośmiu latach od poprzedniego dużego utworu autora, czytelnicy mieli nadzieję na coś wyjątkowego. Pochwalił styl ("kameralny"); głównego bohatera (którego uznał za interesująco tajemniczego); i konstrukcję świata ("z potencjałem" na więcej opowieści). Fabułę uznał za prostą, przewidywalną i wolną rozwijającą się, ale jednak ciekawą.
Książką otrzymała też recenzję w portalu Spider’s Web. Recenzent ocenił książką jako ciekawą, ale "momentami do bólu przewidywalną"; dobrą pozycję dla fanów fantasy, ale już niekoniecznie dla innych czytelników.

## Wydania
- Fabryka Słów, Lublin 2005, s. 240, ISBN 83-89011-81-6.